# Svenska mästerskapen i jujutsu 1996
Svenska mästerskapen i ju-jutsu 1996 avgjordes i Växjö och i Borlänge. Duotävlingarna genomfördes i Växjö den 28 februari medan kamptävlingarna genomfördes i Borlänge.
Arrangerande föreningar var  Växjö ju-jutsuklubb och Borlänge Ju-jutsuklubb. 

## Resultat
| Placering | Namn              | Klubb          |
| --------- | ----------------- | -------------- |
| Guld      | Annika Lindau     | Nacka JJK      |
| Silver    | Ingela Viktorsson | Umeå Budoklubb |
| Brons     | Anneli Notström   | Nacka JJK      |

| Placering | Namn           | Klubb          |
| --------- | -------------- | -------------- |
| Guld      | Anna Dimberg   | Uppsala JJK    |
| Silver    | Åsa Bertilsson | Umeå Budoklubb |
| Brons     | Jennie Brolin  | Uppsala JJK    |

| Placering | Namn             | Klubb       |
| --------- | ---------------- | ----------- |
| Guld      | Musse Hasselvall | Nacka JJK   |
| Silver    | Mikael Halling   | Kumla JJK   |
| Brons     | Jan Olsson       | Uppsala JJK |

| Placering | Namn            | Klubb          |
| --------- | --------------- | -------------- |
| Guld      | Johan Blomdahl  | Herrljunga JJK |
| Silver    | Hans Andersson  | Sandvikens JJK |
| Brons     | Bernardo Sastre | Stockholms JJD |

| Placering | Namn             | Klubb        |
| --------- | ---------------- | ------------ |
| Guld      | Ricard Carneborn | Nacka JJK    |
| Silver    | Christer Öqvist  | Umeå BK      |
| Brons     | Johan Wedlund    | Borlänge JJK |

| Placering | Namn             | Klubb                |
| --------- | ---------------- | -------------------- |
| Guld      | Lars Pettersson  | Borlänge JJK         |
| Silver    | Morgan Stoppert  | Linköpings Budoklubb |
| Brons     | Roland Cronestad | Örebro JJK           |

| Placering | Namn             | Klubb        |
| --------- | ---------------- | ------------ |
| Guld      | Henric Lidberg   | BK Hiyama    |
| Silver    | Mattias Forsberg | Högdalens BK |
| Brons     | Niclas Sjöberg   | JJK Samurai  |

| Placering | Namn                                 | Klubb         |
| --------- | ------------------------------------ | ------------- |
| Guld      | Kåre Nordström / Morgan Nordström    | Timrå JJK     |
| Silver    | Kjell Bornemo / Kenneth Linnarkrantz | Linköpings BK |

| Placering | Namn                                | Klubb            |
| --------- | ----------------------------------- | ---------------- |
| Guld      | Sara Johansson / Stefan Lindström   | Växjö JJK        |
| Silver    | Isabelle Sarfati / Musse Hasselvall | Upplands-Bro JJK |
| Brons     | Cecilia Bröms / Carlos Romero       | Ippon JJK        |